# Маяковский тоннель
Маяковский тоннель — Транспортная развязка на пересечении Садового кольца (соединяет Большую садовую улицу и Садовую-Триумфальную улицу) и Тверской улицы. Построен в 1960 году.
Количество тоннелей — 2. Длина тоннелей — 197 м. Общая ширина тоннеля 25.5 метров, состоит из двух проездов по 10.5 метров, двух служебных тротуаров по 0.75 м и разделяющей проезды конструктивной стенки 3 м.

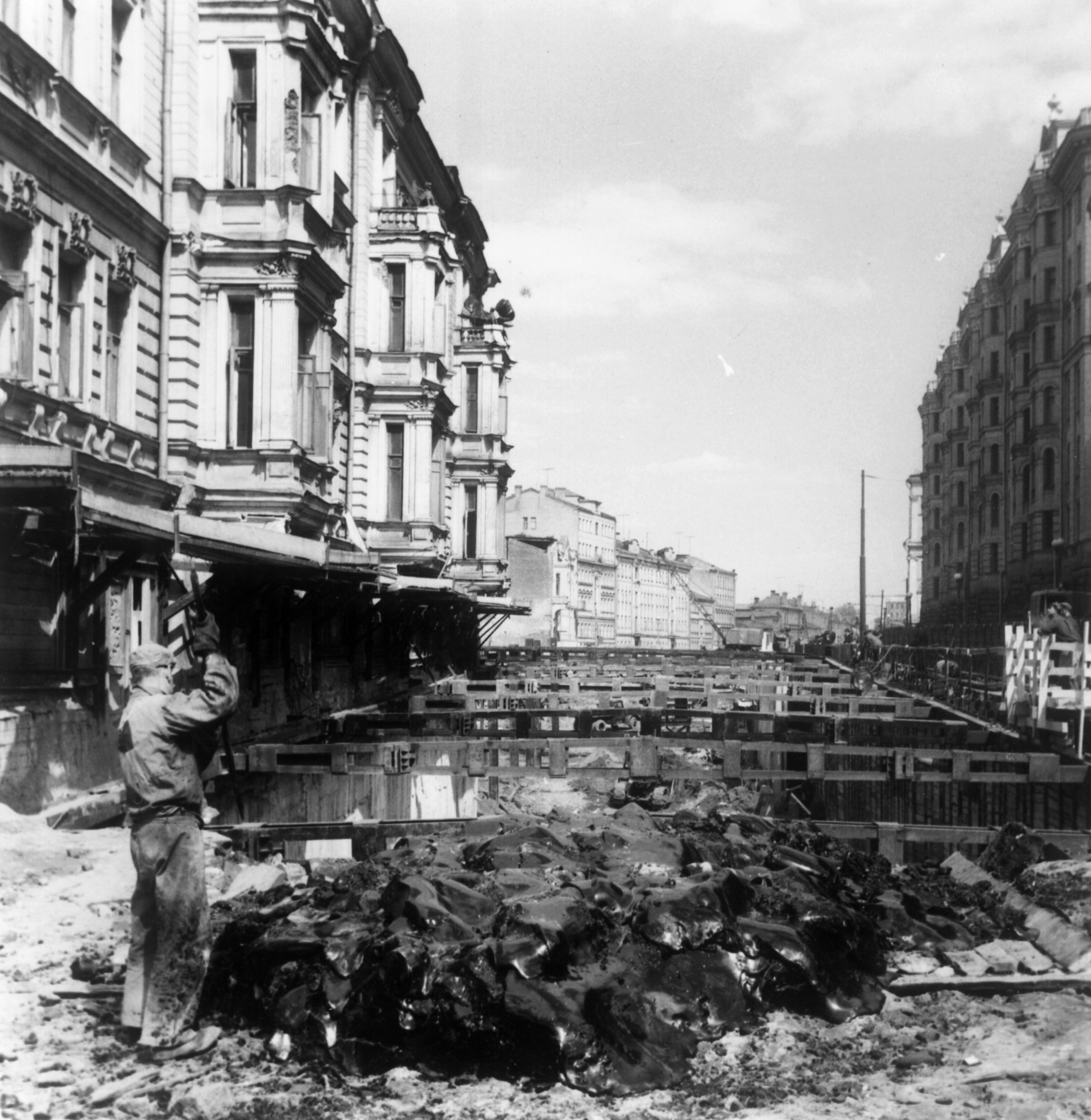
Строительство внутреннего рукава тоннеля открытым способом. Слева, под зданием гостиницы, проходит внешний рукав

Примечателен тем, что довольно большая часть внешнего рукава тоннеля проходит под зданием бывшей гостиницы «София» (1-я Тверская-Ямская улица, 2).
Капитальный ремонт тоннеля произведён в январе—апреле 2019 года. Целью работ было переустройство дренажной системы для недопущения скопления воды. Проект предусматривал перекладку 325 погонных метров труб.

## Интересные факты
Второй автомобильный тоннель в Москве, построен в 1960 г (первый — в 1959-м.).